# Джордан Голм
Джордан Голм (англ. Jordan Holm; нар. 17 січня 1982) — американський борець греко-римського стилю, дворазовий бронзовий призер Панамериканських чемпіонатів.

## Життєпис
Був дворазовим чемпіоном середньої школи Міннесоти, після чого займався боротьбою, навчаючись в університеті Північної Айови. Був звинувачений у сексуальному насильстві над студенткою Університету Айови після вечірки за межами кампусу в Айова-Сіті у вересні 2002 року. Жінка показала на суді, що Холм здійснив статевий акт з нею, коли вона спала, і втік, коли вона прокинулася. Своєї вини не визнав, але був засуджений та провів майже сім років у в'язниці. Після звільнення у 2010 році Холм став чотириразовим чемпіоном відкритого чемпіонату США з греко-римської боротьби та потрапив до збірної США на чемпіонатах світу з 2013 по 2015 рік. У 2016 році виборов олімпійську ліцензію для збірної США у ваговій категорії до 85 кг, вигравши Панамериканський олімпійський кваліфікаційний турнір з боротьби, однак на Олімпіаду не поїхав, поступившись місцем Бену Провізору, дійшовши до півфіналу олімпійських командних змагань США. У 2017 році почав вимагати нового суду, заявляючи, що його тренер коледжу та адвокати тиснули на нього, щоб він відмовився від права на суд присяжних.

## Спортивні результати на міжнародних змаганнях

### Виступи на Чемпіонатах світу
| Змагання                        | Збірна | Вагова категорія                 | Місце |
| ------------------------------- | ------ | -------------------------------- | ----- |
| Чемпіонат світу з боротьби 2013 | США    | греко-римська боротьба, до 84 кг | 15    |
| Чемпіонат світу з боротьби 2014 | США    | греко-римська боротьба, до 85 кг | 32    |
| Чемпіонат світу з боротьби 2015 | США    | греко-римська боротьба, до 85 кг | 27    |

### Виступи на Панамериканських чемпіонатах
| Змагання                                   | Збірна | Вагова категорія                 | Місце  |
| ------------------------------------------ | ------ | -------------------------------- | ------ |
| Панамериканський чемпіонат з боротьби 2011 | США    | греко-римська боротьба, до 84 кг | Бронза |
| Панамериканський чемпіонат з боротьби 2013 | США    | греко-римська боротьба, до 84 кг | Бронза |

### Виступи на Кубках світу
| Змагання                    | Збірна | Вагова категорія                 | Місце |
| --------------------------- | ------ | -------------------------------- | ----- |
| Кубок світу з боротьби 2014 | США    | греко-римська боротьба, до 85 кг | 9     |

### Виступи на Чемпіонатах світу серед студентів
| Змагання                                        | Збірна | Вагова категорія                 | Місце |
| ----------------------------------------------- | ------ | -------------------------------- | ----- |
| Чемпіонат світу з боротьби серед студентів 2002 | США    | греко-римська боротьба, до 84 кг | 6     |

### Виступи на інших змаганнях
| Змагання                                                     | Збірна | Вагова категорія                 | Місце  |
| ------------------------------------------------------------ | ------ | -------------------------------- | ------ |
| Відкритий міжнародний турнір «Sunkist Kids» 2010             | США    | греко-римська боротьба, до 84 кг | Бронза |
| Міжнародний турнір Ньюйоркського атлетичного клубу 2010      | США    | греко-римська боротьба, до 84 кг | Бронза |
| Кубок Арво Хаавісто 2010                                     | США    | греко-римська боротьба, до 84 кг | 10     |
| Золотий Гран-прі з боротьби 2011 (Сомбатгей)                 | США    | греко-римська боротьба, до 84 кг | 26     |
| Золотий Гран-прі з боротьби 2011 (Баку)                      | США    | греко-римська боротьба, до 84 кг | 14     |
| Відкритий міжнародний турнір «Sunkist Kids» 2011             | США    | греко-римська боротьба, до 84 кг | Срібло |
| Міжнародний турнір Ньюйоркського атлетичного клубу 2011      | США    | греко-римська боротьба, до 84 кг | Срібло |
| Меморіал Олега Караваєва 2011                                | США    | греко-римська боротьба, до 84 кг | 6      |
| Кубок Гранми з боротьби 2012                                 | США    | греко-римська боротьба, до 84 кг | Срібло |
| Міжнародний турнір Ньюйоркського атлетичного клубу 2012      | США    | греко-римська боротьба, до 84 кг | Срібло |
| Турнір Івана Піддубного 2013                                 | США    | греко-римська боротьба, до 84 кг | 8      |
| Міжнародний меморіал Дейва Шульца 2013                       | США    | греко-римська боротьба, до 84 кг | Золото |
| Cerro Pelado International 2013                              | США    | греко-римська боротьба, до 84 кг | 7      |
| Кубок Якоба Курбі 2013                                       | США    | греко-римська боротьба, до 84 кг | Золото |
| Rumble on the Rails 2013                                     | США    | Multiple Style Event, до GR84 кг | Срібло |
| Кубок Владислава Пітласинські 2013                           | США    | греко-римська боротьба, до 84 кг | 24     |
| Кубок Арво Хаавісто 2013                                     | США    | греко-римська боротьба, до 84 кг | Срібло |
| Міжнародний меморіал Дейва Шульца 2014                       | США    | греко-римська боротьба, до 85 кг | Золото |
| Кубок Гранми з боротьби 2014                                 | США    | греко-римська боротьба, до 85 кг | Бронза |
| Міжнародний меморіал Дейва Шульца 2015                       | США    | греко-римська боротьба, до 85 кг | Золото |
| Гран-прі FILA 2015                                           | США    | греко-римська боротьба, до 85 кг | Золото |
| Золотий Гран-прі з боротьби 2015                             | США    | греко-римська боротьба, до 85 кг | 8      |
| Олімпійський кваліфікаційний турнір з боротьби 2016 (Фріско) | США    | греко-римська боротьба, до 85 кг | Золото |